# HD 187085
HD 187085 är en ensam stjärna belägen i den södra delen av stjärnbilden Skytten. Den har en skenbar magnitud av ca 7,23 och kräver åtminstone en stark handkikare eller ett mindre teleskop för att kunna observeras. Baserat på parallax enligt Gaia Data Release 2 på ca 3,2 mas, beräknas den befinna sig på ett avstånd på ca 1 010 ljusår (ca 310 parsek) från solen. Den rör sig bort från solen med en heliocentrisk radialhastighet på ca 18 km/s.

## Egenskaper
HD 187085 är en gul till vit stjärna i huvudserien av spektralklass G0 V. Den har en massa som är ca 1,2 solmassor, en radie som är ca 1,3 solradier och har ca 2,3 gånger solens utstrålning av energi från dess fotosfär vid en effektiv temperatur av ca 6 100 K. År 2009 meddelades närvaro av ett överskott av infraröd strålning, vilket tyder på att en stoftskiva kretsar kring stjärnan.

## Planetsystem
År 2006 tillkännagavs en exoplanet med en minsta massa något under en Jupitermassa, som kretsar kring HD 187085 med en omloppsperiod på ca 2,8 år. Banan ligger inom den beboeliga zonen för stjärnan.
| Planet | Massa             | Halv storaxel (AE) | Siderisk omloppstid (d) | Excentricitet      | Inklination | Radie |
| ------ | ----------------- | ------------------ | ----------------------- | ------------------ | ----------- | ----- |
| b      | ≥0,836 ± 0,011 MJ | 2,100 ± 0,032      | 1 019,74+21,29 -22,58   | 0,251+0,221 -0,191 | -           | -     |